# 2023년 서울국제실험영화페스티벌
제20회 서울국제실험영화페스티벌은 2023년 7월 20일(목)부터 7월 27일(목)까지 열린 영화제이다.

## 수상 및 후보

### BEST EXiS AWARD
- 재의 이름은 인간 - 유리나 로신스카 수상

### KOREAN EXiS AWARD
- 내 집에 살던 당신에게 - 전준혁 수상

### Jungwoon AWARD
- 더스티 스네어와 섬들 - 유채정 수상

### 엑스-나우
- 완전한 공작 - 브루노 델가도 라모
- 버스 터닝 - 리차드 투오이
- 하늘과 땅에서 - 에린 와이스저버
- III - 알렉상드르 라로스
- 최근 오래된 - 파블로 마솔로
- 어둠 속의 시각 - 타이킷 삭피싯
- 시간을 거슬러 - 벤 러셀
- 푸가 가문 - 조지 핀레이 램지
- 파라디소 - 카말 알자파리
- 확장된 존재감 - 마르고 도비
- 당신은 왜 이미지 플러스인가? - 디오고 발다이아
- 새로운 세기는 드물다 - 코요테 콜렉티브
- 땅 아래의 태양 - 마레이크 베르니엔 & 알렉스 게르바울레
- 모터스 - 넬손 페르난데스
- 매혹 - 치아라 카테리나
- 일상적인 헌신의 요구 - 에바 지올로
- GPS 신호 없음 - 피에르 볼랑
- 시야 누출 - 펑 주치앙
- 재의 이름은 인간 - 에벨리나 로신스카
- 바람 없는 와디의 바위 - 에즈 가구이
- 나이트 코어 - 데이지 스미스
- 핀홀 파크 - 알렉스 맥켄지
- 열대 식물 - 타나킷 킷사나유뇽
- 조석 변동 - 수유신 & 안젤라 고
- 유령의 언덕, 엘 치네로 - 바니 코슈누디
- 야로카메나 - 안드레스 후라도
- 여기, 당신을 위한 식물 표본집 - 임고은
- 멀고 가까운 곳 - 김진수
- 속삼임 접시 - 이주연
- 에스레베르 - 권희수
- 죽지 아니하는 - 박정훈
- delta w, composition film - 그레이코드, 지인
- 미래의 청취자들에게 1 - 김영은
- 영화 - 모토코 + 하상철
- 더스트 데빌 - 안상범
- 내 집에 살던 당신에게 - 전준혁
- 더스티 스네어와 섬들 - 유채정

### 엑스-초이스
- 100ft - 김민정
- 인과 밖 - 장은주
- 사진측량 - 변재규
- 레지스탄츠 - 이정우
- 아침 - 서원태
- 추방자들 - 백종관
- Wet Dream - 김윤태
- 안마도 - 강상우
- KIM - 노영미
- 북아니마 : 무술 - 김시현
- 정당정치의 역습 - 김곡, 김선
- 제3언어 - 손광주
- 빙빙 - 임철민
- 사라진 인물들과 사라지지 않는 세계 혹은 그 반대 - 차미혜
- 저는 여배우입니다 - 박지홍
- 가라사대 - 임미랑
- 감정의 시대 : 서비스 노동의 관계 미학 - 김숙현 & 조혜정
- 과적된 메아리 - 구동희
- 공화국 찬가 - 안정윤
- 테이크 플레이스 - 박용석
- 화포 - 박병래
- 삐 소리가 울리면 - 김경만
- A Story of Elusive Snow - 박민하
- 드라이브 - 김다연
- 어 크라우드 - 주연우
- 별들의 고향 - 정윤석
- 에피소드 4 : 외부 세계가 변해서... - 임고은
- 어떤 축복에도 해가 없다 - 리가 스푼데
- 엄마가 보낸 편지들 III, 미샤냐 - 디아나 타마네
- 퍼티 - 모트라 사베로바
- 신경과민 - 일제 안세 카자카
- 녹색의 신비 - 엘자 니에드레
- 푸른 명상 - 마가리타 레바 로제
- 셋 사운드 투 캔 리스 - 에바 보베레, 구드룬 홀크

### 인디 비주얼
- 찬가 - 아피찻퐁 위라세타쿤
- 라 푼타 - 아피찻퐁 위라세타쿤
- M 호텔 - 아피찻퐁 위라세타쿤
- 에메랄드 - 아피찻퐁 위라세타쿤
- 사크다 (루소) - 아피찻퐁 위라세타쿤
- 달리는 남자들 - 아피찻퐁 위라세타쿤
- 선인장 강 - 아피찻퐁 위라세타쿤
- 시네트랙트 - 아피찻퐁 위라세타쿤
- 발자국 - 아피찻퐁 위라세타쿤
- 세계의 욕망 - 아피찻퐁 위라세타쿤
- 시네마디지털서울 영화제 트레일러 - 아피찻퐁 위라세타쿤
- 잿가루 - 아피찻퐁 위라세타쿤
- 뱀파이어 - 아피찻퐁 위라세타쿤
- 유령의 집 - 아피찻퐁 위라세타쿤
- 제3세계 - 아피찻퐁 위라세타쿤
- 엠파이어 - 아피찻퐁 위라세타쿤
- 우리 어머니의 정원 - 아피찻퐁 위라세타쿤
- 아시아의 유령 - 아피찻퐁 위라세타쿤
- 몬순 - 아피찻퐁 위라세타쿤
- 빛을 찾는 사람들 - 아피찻퐁 위라세타쿤
- 니미트 - 아피찻퐁 위라세타쿤
- 블루 - 아피찻퐁 위라세타쿤
- 엉클 분미에게 보내는 편지 - 아피찻퐁 위라세타쿤
- 그리고 백만 개의 불 - 아피찻퐁 위라세타쿤
- 말리와 소년 - 아피찻퐁 위라세타쿤
- 노키아 단편 - 아피찻퐁 위라세타쿤
- 증발 - 아피찻퐁 위라세타쿤
- 불꽃 - 아피찻퐁 위라세타쿤
- 메콩 호텔 - 아피찻퐁 위라세타쿤
- 투 비 히어 - 우테 오란드
- 나뭇가지에 거꾸로 매달리기 - 우테 오란드
- 마리아와 세상 - 우테 오란드
- 어린 소나무들 - 우테 오란드
- 마거릿을 위한 반달 - 우테 오란드
- 입안의 지구 - 우테 오란드
- 푸춘카비 - 우테 오란드
- 패밀리 크립트-어머니에게 보내는 사랑의 시 - 우테 오란드
- 가의 초상 - 우테 오란드

### 엑스-레트로
- 고통의 먼지 - 스탠 브래키지
- 마이크로 가든 - 스탠 브래키지
- 지상의 기쁨의 정원 - 스탠 브래키지
- 루멘의 수수께끼 - 스탠 브래키지
- 살인 찬가 - 스탠 브래키지
- 예수 삼부작과 코다 - 스탠 브래키지
- 사랑 - 이이무라 타카히코
- 쓰레기 - 이이무라 타카히코
- 시한 1,2,3 - 이이무라 타카히코
- 원 아이 레이프 - 이이무라 타카히코
- 오난 - 이이무라 타카히코
- 원과 사각형 - 이이무라 타카히코

### 아시아 포럼
- 시푸케이 - 왕춘&히키 첸
- 삼림 - 수유 신
- 마음의 법칙을 따르는 포토플레이 - 글로리아 청
- 아셀라 익스프레스 - 후지이 안나
- 시선의 축적 #1 - 콘도 사쿠라
- 실수, 봉쇄, 공상, 속임수 - 사이토 에리
- 영원의 메마른 거주자들 (해양 작업 시뮬레이터) - 브랜든 풀
- 전기 달빛 & 나뭇잎 속의 언어 - 스즈키 타카히로
- 앞으로 던지기 - 샤오 장

### 엑스 인덱스
- 파장 - 마이클 스노우
- 거실 - 마이클 스노우
- 중앙지역 - 마이클 스노우